# Asem (Cibadak)
Asem is een bestuurslaag in het regentschap Lebak van de provincie Banten, Indonesië. Asem telt 2672 inwoners (volkstelling 2010).